# Chandler House
Chandler House (Colorado Springs, 26 gennaio 1904 – Westminster, 17 marzo 1982) è stato un montatore e attore statunitense.

## Biografia
Fratello minore dell'attrice Marjorie Daw, nacque il 26 gennaio 1904 in Colorado. Iniziò a lavorare come attore bambino nel 1914. Chiuse con la recitazione nel 1917, diventando prima direttore della fotografia (nel 1927) e, quindi, nel 1935, montatore in un film diretto dal suo ex cognato, il regista A. Edward Sutherland che in precedenza era stato sposato con la sorella Marjorie,
Nel 1953, Chandler House passò a lavorare soprattutto come montatore televisivo per numerose serie tv. Nella sua carriera, girò più di una quarantina di film o episodi tv come montatore (tre come assistente), sedici come attore, sei in qualità di direttore della fotografia.
Morì il 17 marzo 1982 all'età di 78 anni in California.

## Filmografia

### Montatore
- Mississippi, regia di A. Edward Sutherland e, non accreditato, Wesley Ruggles (1935)
- Desert Gold, regia di James P. Hogan (1936)
- Border Flight, regia di Otho Lovering (1936)
- The Arizona Raiders, regia di James P. Hogan (1936)
- A Son Comes Home, regia di Ewald André Dupont (1936)
- The Accusing Finger, regia di James Hogan (1936)
- Sophie Lang Goes West, regia di Charles Reisner (1937)
- The Big Broadcast of 1938
- Hotel Imperial, regia di Robert Florey (1939)
- Bulldog Drummond's Bride
- $1000 a Touchdown
- Il lutto si addice ad Elettra (Mourning Becomes Electra), regia di Dudley Nichols (1947)
- Man of Conflict
- The Toughest Man Alive

### Attore
- Kids, regia di Robert Thornby (1914)
- A Wild Ride (1914)
- A Race for Life, regia di Robert Thornby (1914)
- Carmen's Wash Day (1914)
- The Wall Between, regia di Robert Z. Leonard (1914)
- Damon and Pythias, regia di Otis Turner (1914)
- Billy's Charge
- Carmen's Romance, regia di Robert Thornby (1914)
- Spettri (Ghosts), regia di George Nichols e John Emerson (1915)
- Billie's Rescue
- The Father, regia di Francis Powers (1915)
- Rhoda's Burglar (1915)
- Macbeth, regia di John Emerson (1916)
- Intolerance, regia di D.W. Griffith (1916)
- The Storm, regia di Frank Reicher (1916)
- The Little Orphan, regia di Jack Conway (1917)